# Mercedes-Maybach Vision 6
Pour les articles homonymes, voir Mercedes et Benz.
La Mercedes-Maybach Vision 6 est un concept-car de voiture électrique GT de luxe du constructeur automobile allemand Daimler-Mercedes-Benz-Maybach, fabriqué à deux exemplaires (coupé 2+2 de 2016, et coupé cabriolet de 2017).

## Historique
Dans les années 1880 les inventeurs allemands Gottlieb Daimler (1834-1900) et Wilhelm Maybach (1846-1929) inventent le premier moteur à essence industrialisable de l'histoire de l'automobile (moteur Daimler Type P) et fondent avec succès en 1890 l'industrie Daimler-Motoren-Gesellschaft à Stuttgart (musée Daimler de Stuttgart). 

Mercedes-Maybach Vision 6 coupé 2016
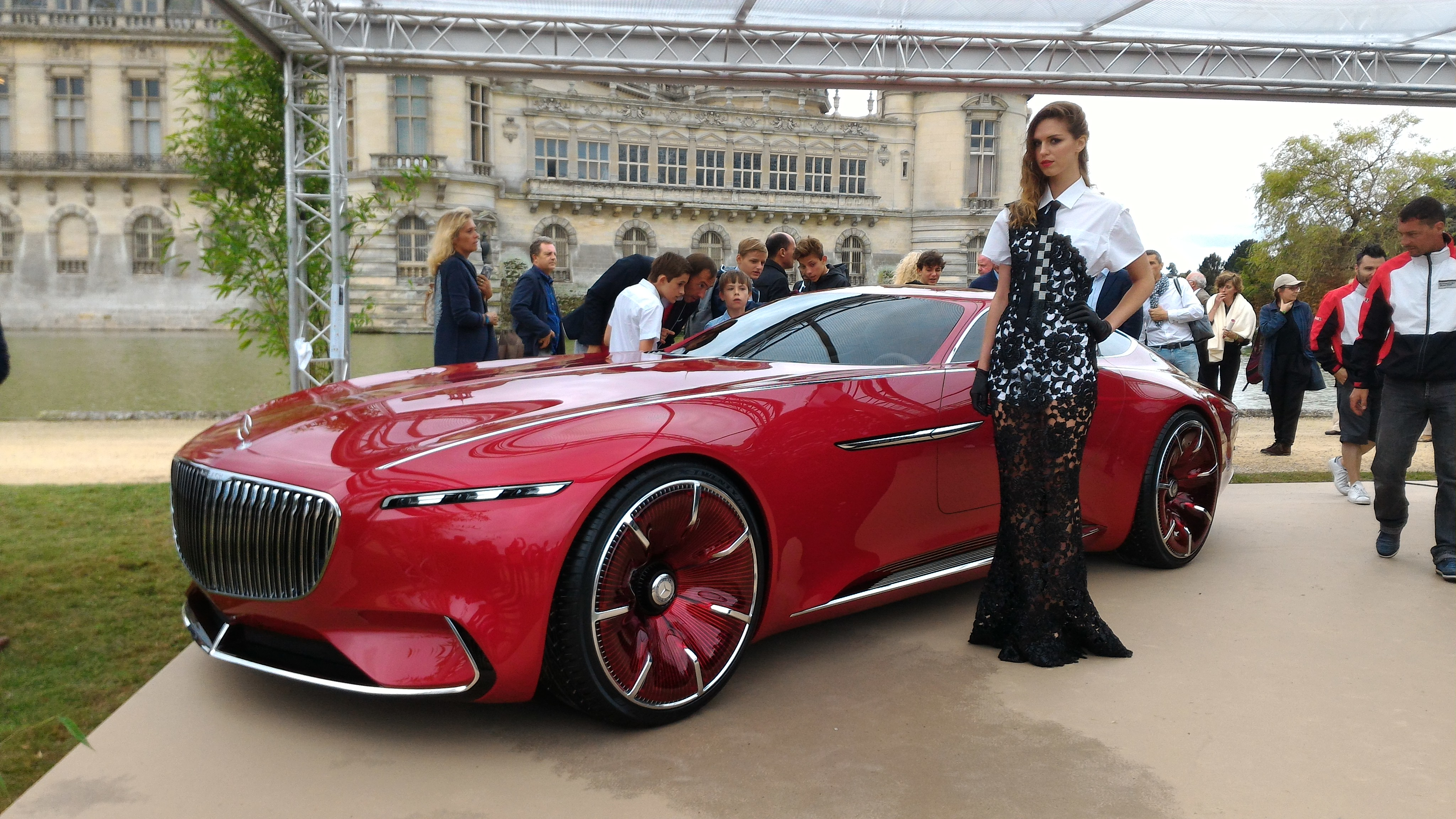
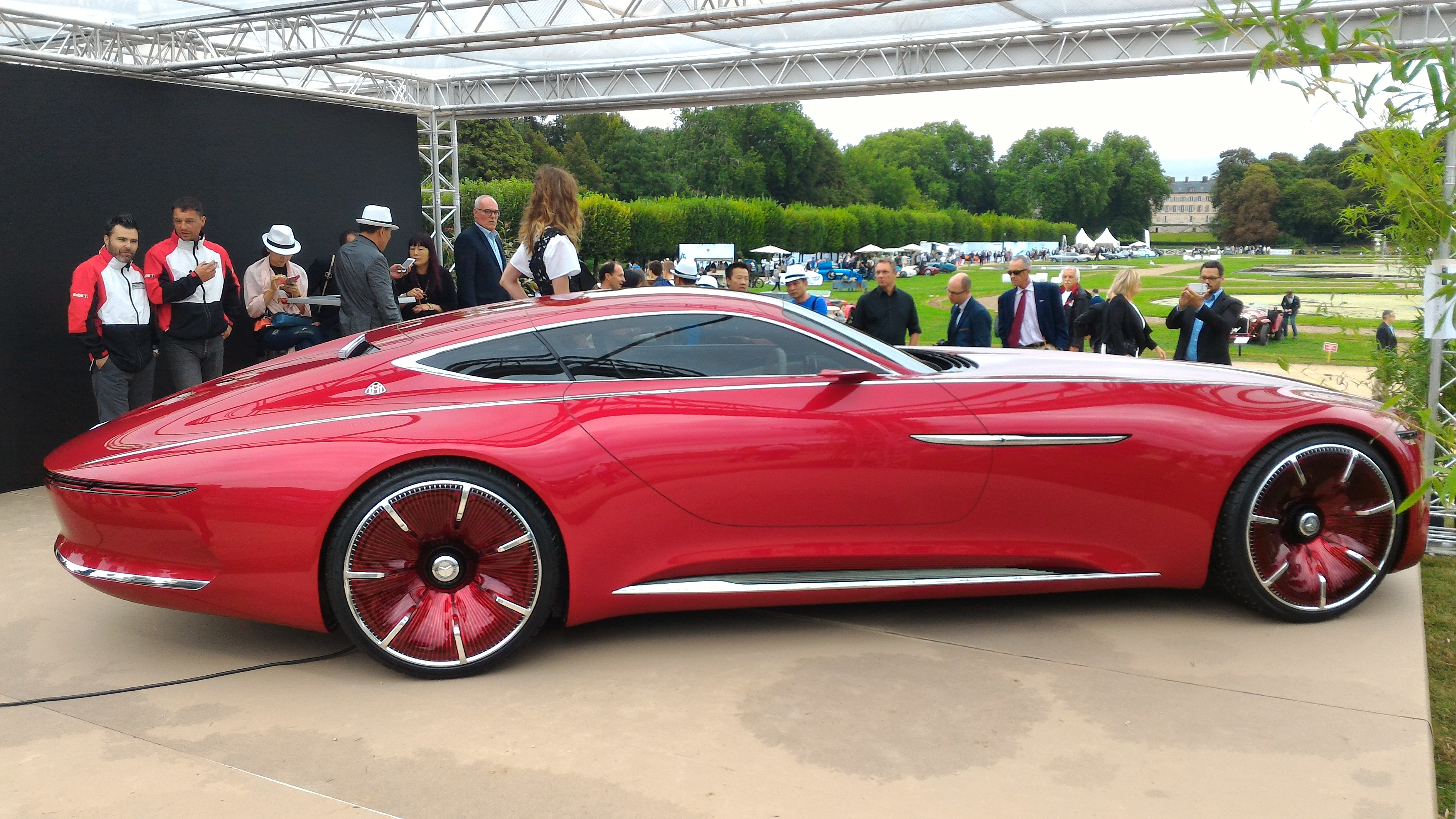
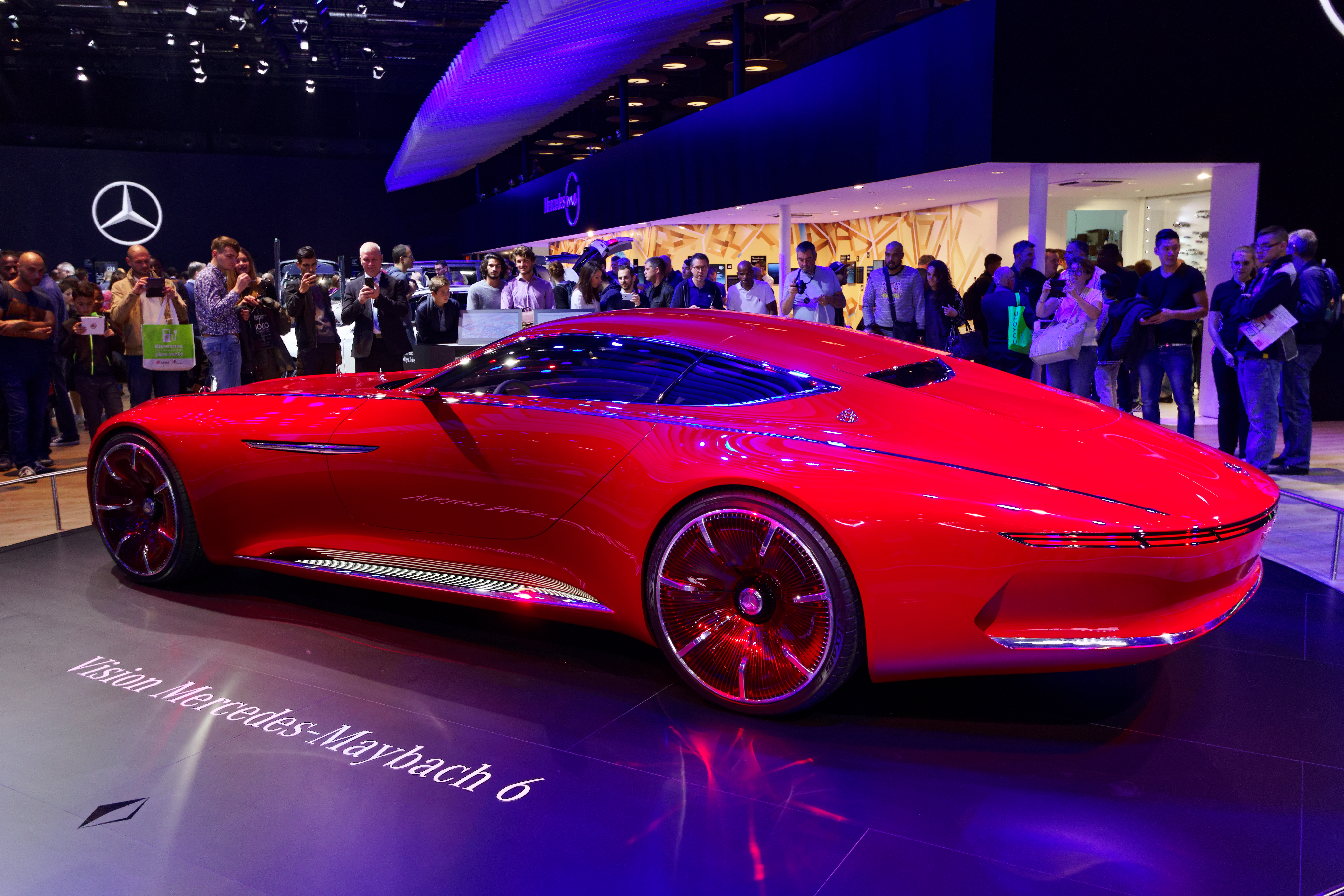

À la suite de la disparition de Gottlieb Daimler en 1900, Paul Daimler (fils héritier du précédent) succède à son père. Ferdinand Porsche (1875-1951, inventeur et fabricant des premières voitures électriques et automobiles hybrides électriques Lohner-Porsche de l'histoire de l'automobile, à base de moteur Daimler Type P précédent) intègre le groupe Daimler en 1906, en tant que directeur technique / concepteur en chef (il succède en 1923 au poste de PDG de Daimler à Paul Daimler, fonde Daimler-Mercedes-Benz en 1926, puis les industries Porsche en 1931, et Volkswagen en 1937) (musée Mercedes-Benz de Stuttgart / Porsche Museum de Stuttgart). 

Mercedes-Maybach Vision 6 coupé cabriolet 2017
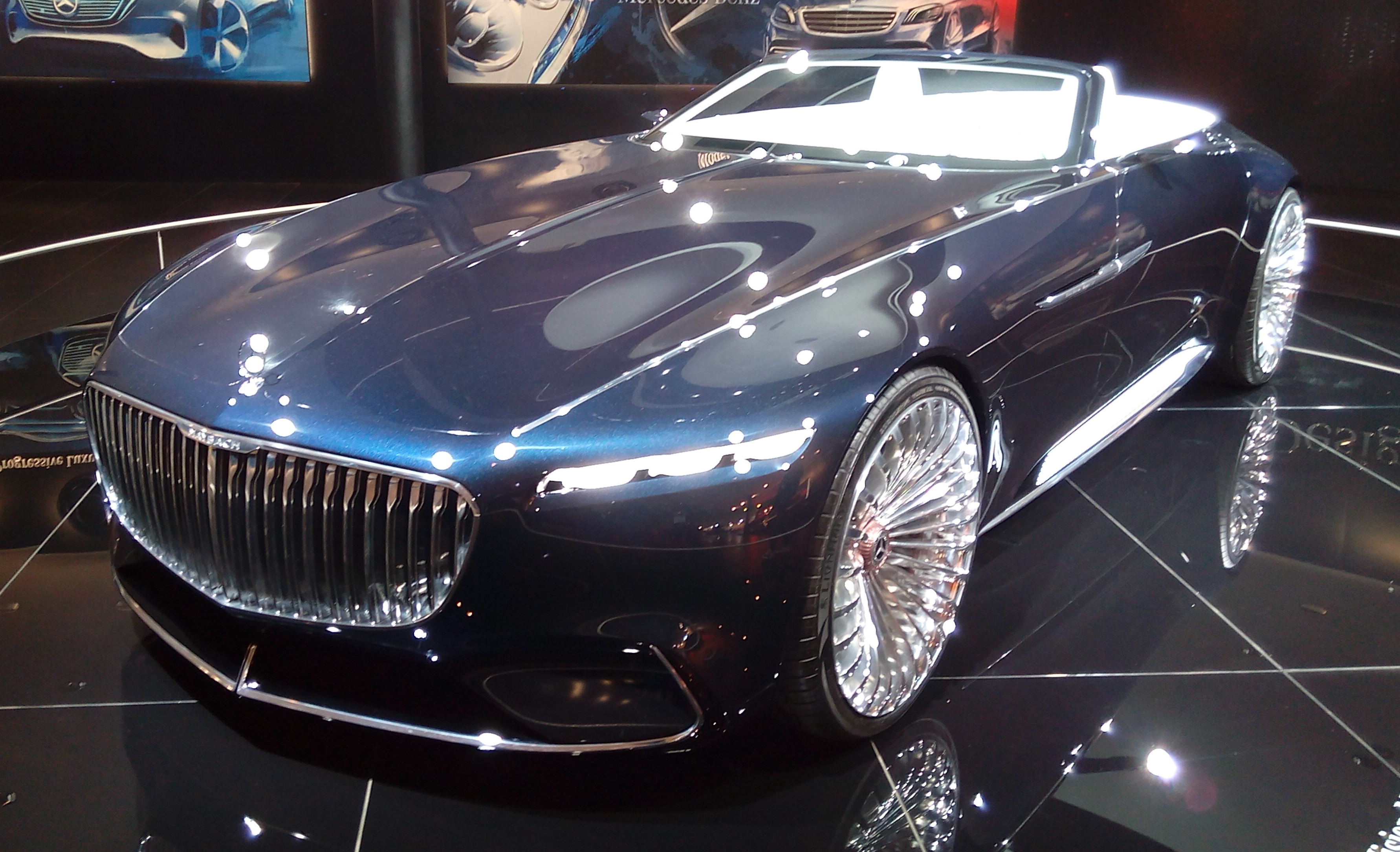
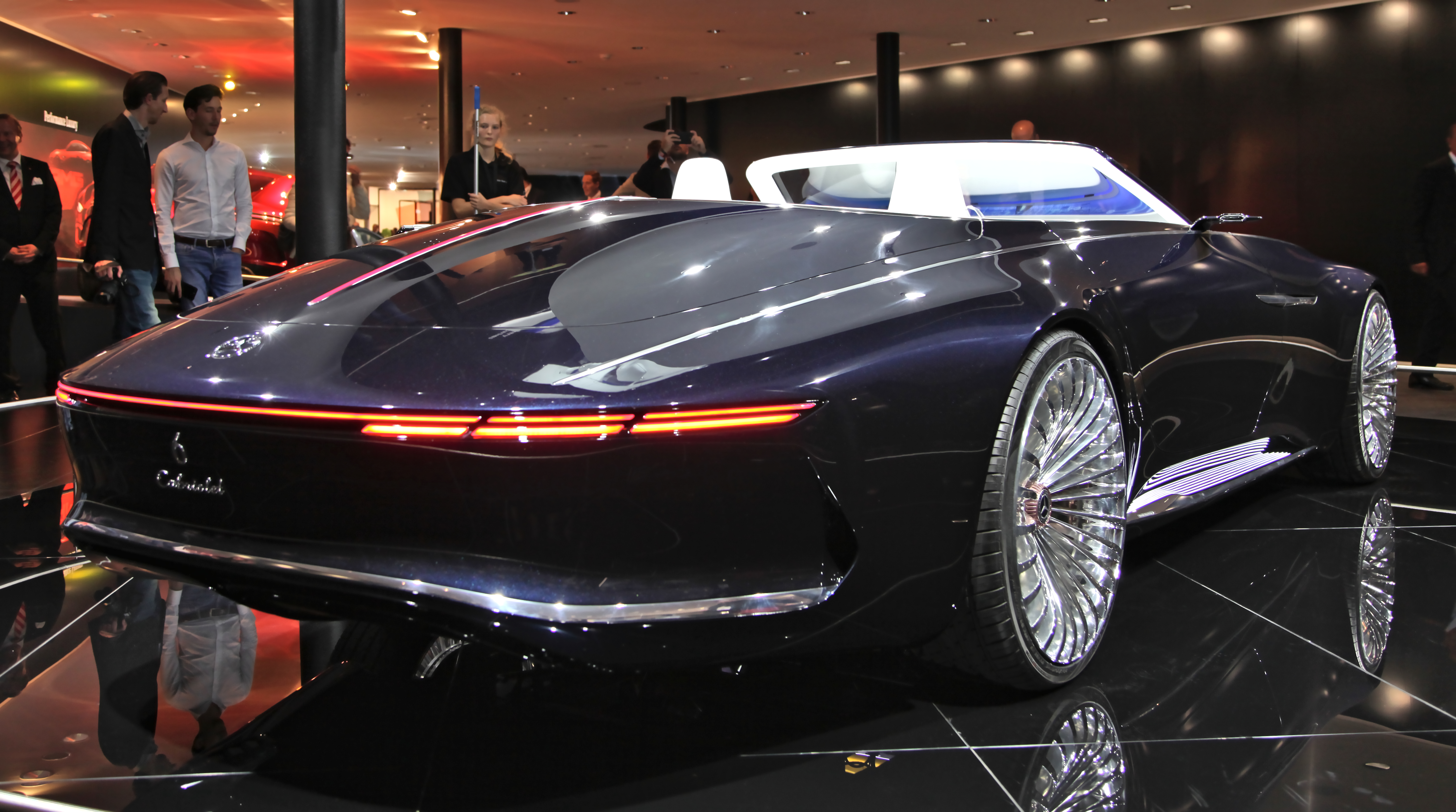
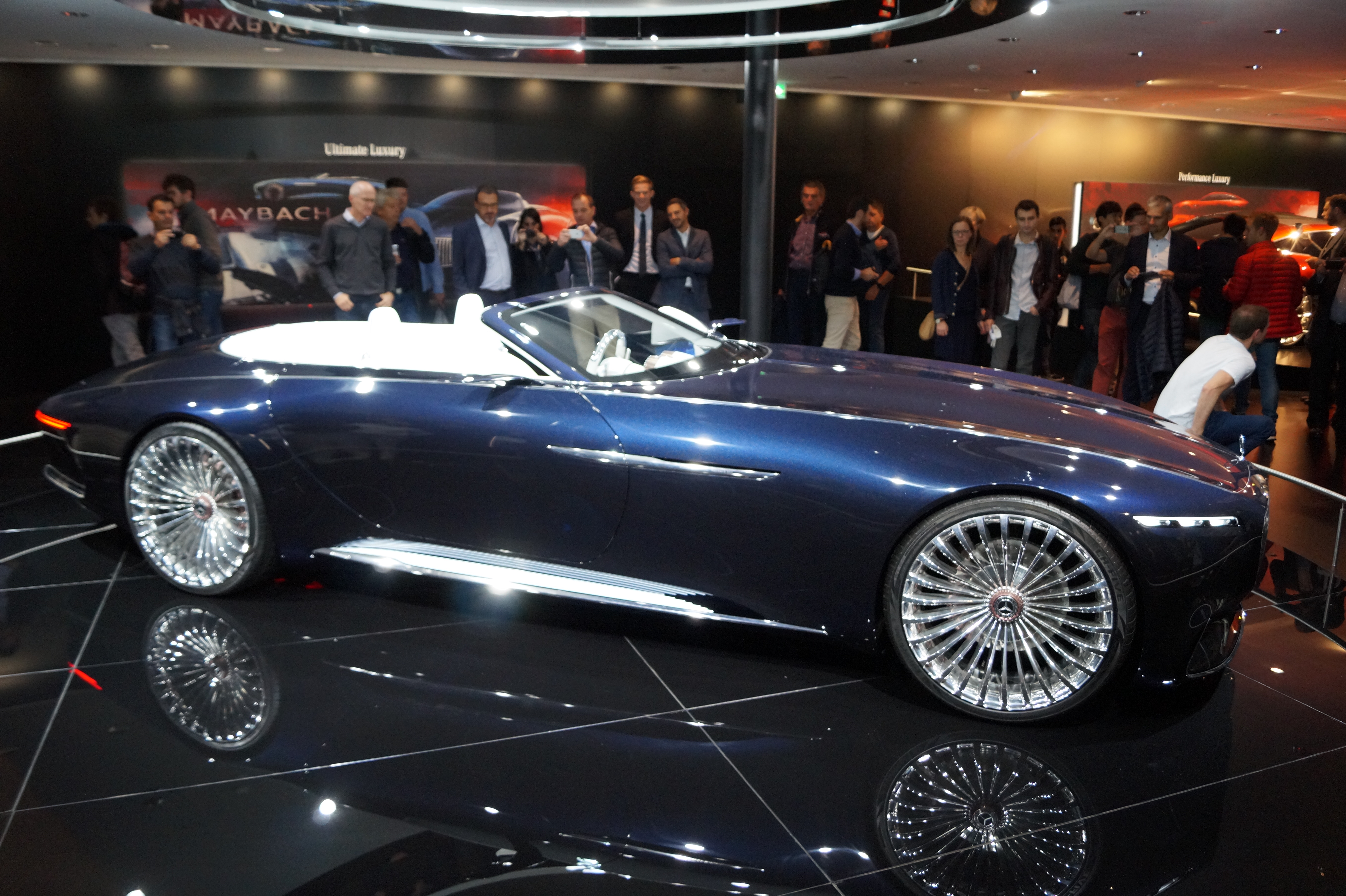

Wilhelm Maybach fonde Maybach / Maybach Zeppelin en 1907 avec son fils Karl Maybach (industrie de voiture de luxe et moteur de ballon dirigeable Zeppelin avec l'inventeur industriel Ferdinand von Zeppelin). 
En 2002, Daimler-Mercedes-Benz ressuscite sa filiale d'automobile de luxe historique Maybach (1909-1944) (achetée en 1960) sous le nom de Maybach Manufaktur, pour rivaliser avec la gamme de voitures de luxe Rolls-Royce de son concurrent BMW, avec ses Maybach 57 et 62 (2002-2013) et concept car Maybach Exelero de 2005.

## Mercedes-Maybach Vision 6
En 2016 le constructeur présente la version coupé couleur rouge sang de ce concept-car aux États-Unis, au concours d'élégance californien de Pebble Beach des Monterey Car Week d'août, au Mondial de l'automobile de Paris 2016 d'octobre, puis au concours d'élégance du Chantilly Arts & Elegance Richard Mille du château de Chantilly en septembre. La version cabriolet bleu nautique métallique (nautical blue) est présentée l'année suivante en août 2017 au concours d'élégance californien de Pebble Beach.

### Design
Le design néo-rétro-futuriste / art déco du chef designer Daimler-Mercedes-Benz Gorden Wagener, associe un très long capot et silhouette fuselée de près de six mètres au cx aérodynamique très épuré de 0,19, une calandre chromée rétro « fanons de baleine », un toit de cockpit surbaissé, des portes papillon inspirées des Mercedes-Benz 300 SL, Mercedes-Benz SLS AMG, et autres Mercedes-Benz SLR McLaren, et des jantes de 24 pouces (à branches sur le coupé et à rayons chromées sur le cabriolet). Il est inspiré entre autres des concept-cars Maybach Exelero V12 bi-turbo de 2005, Mercedes-Benz Classe S et Mercedes-Benz AMG Vision Gran Turismo de 2013, Mercedes-Benz Concept IAA hybride électrique de 2015, et également du monde nautique de luxe des Yacht et bateau runabout, des Batmobile et autres Holden Efijy Hot rod Tuning vintage de la Kustom Kulture américaine…

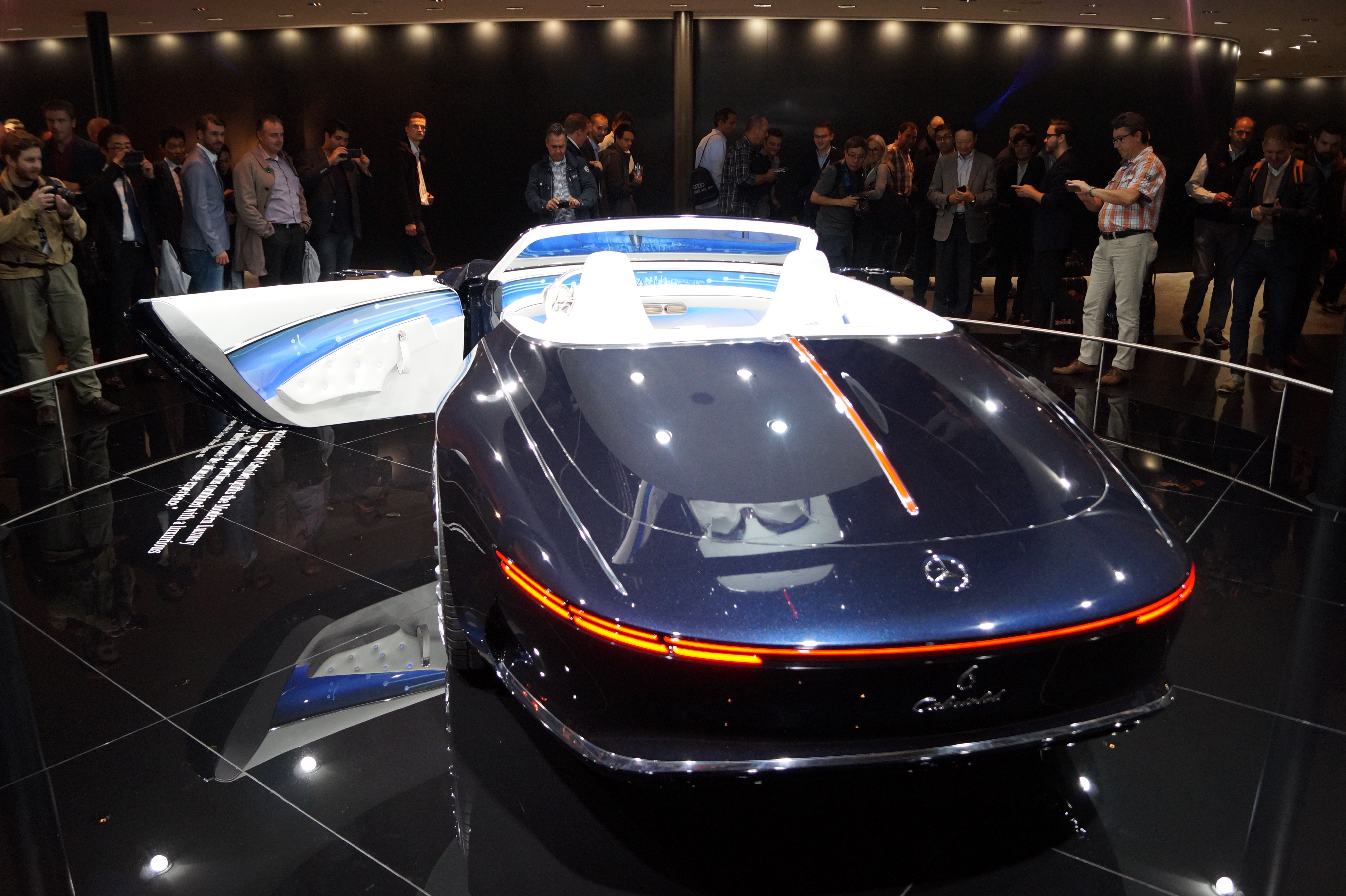
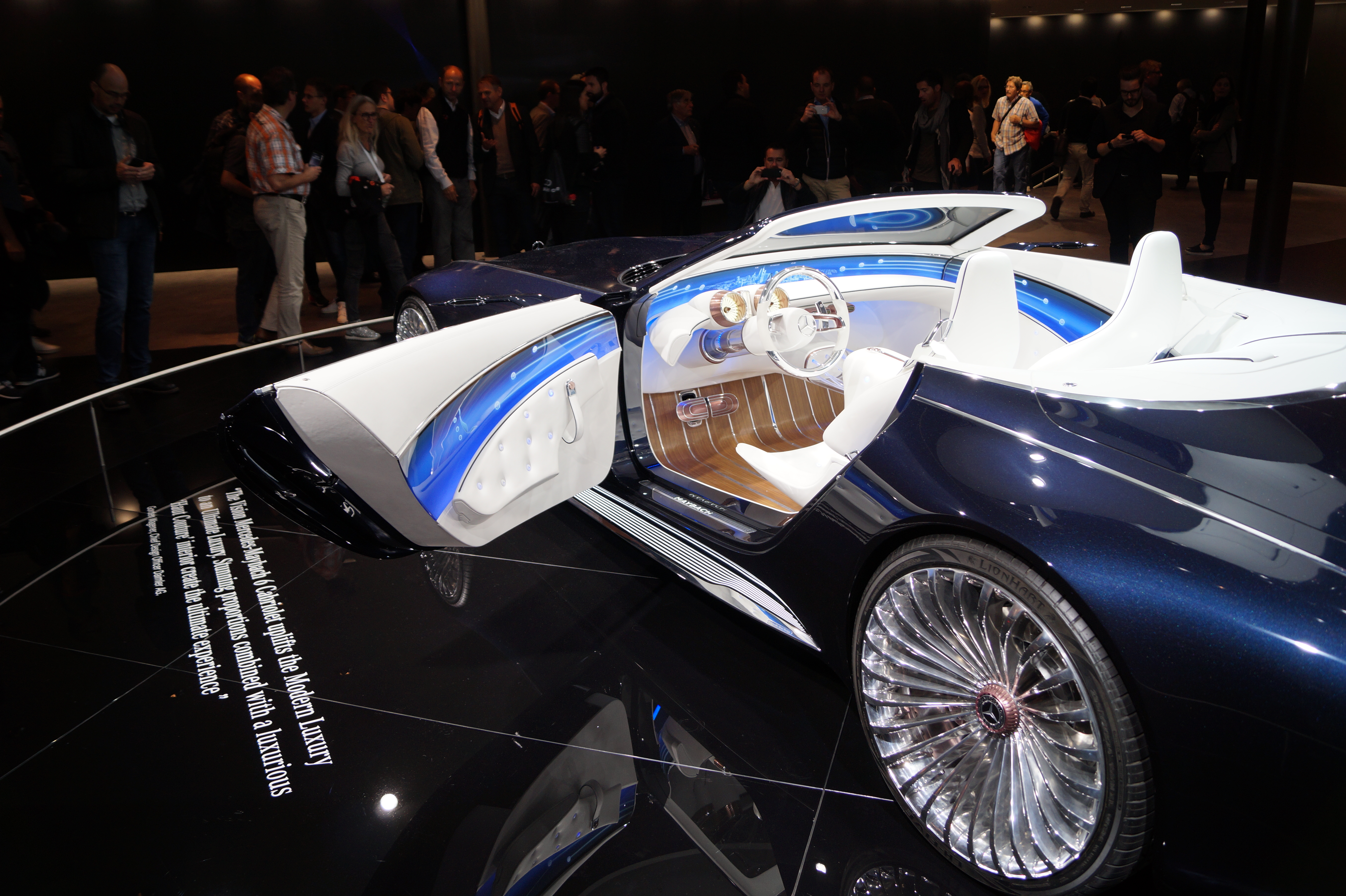
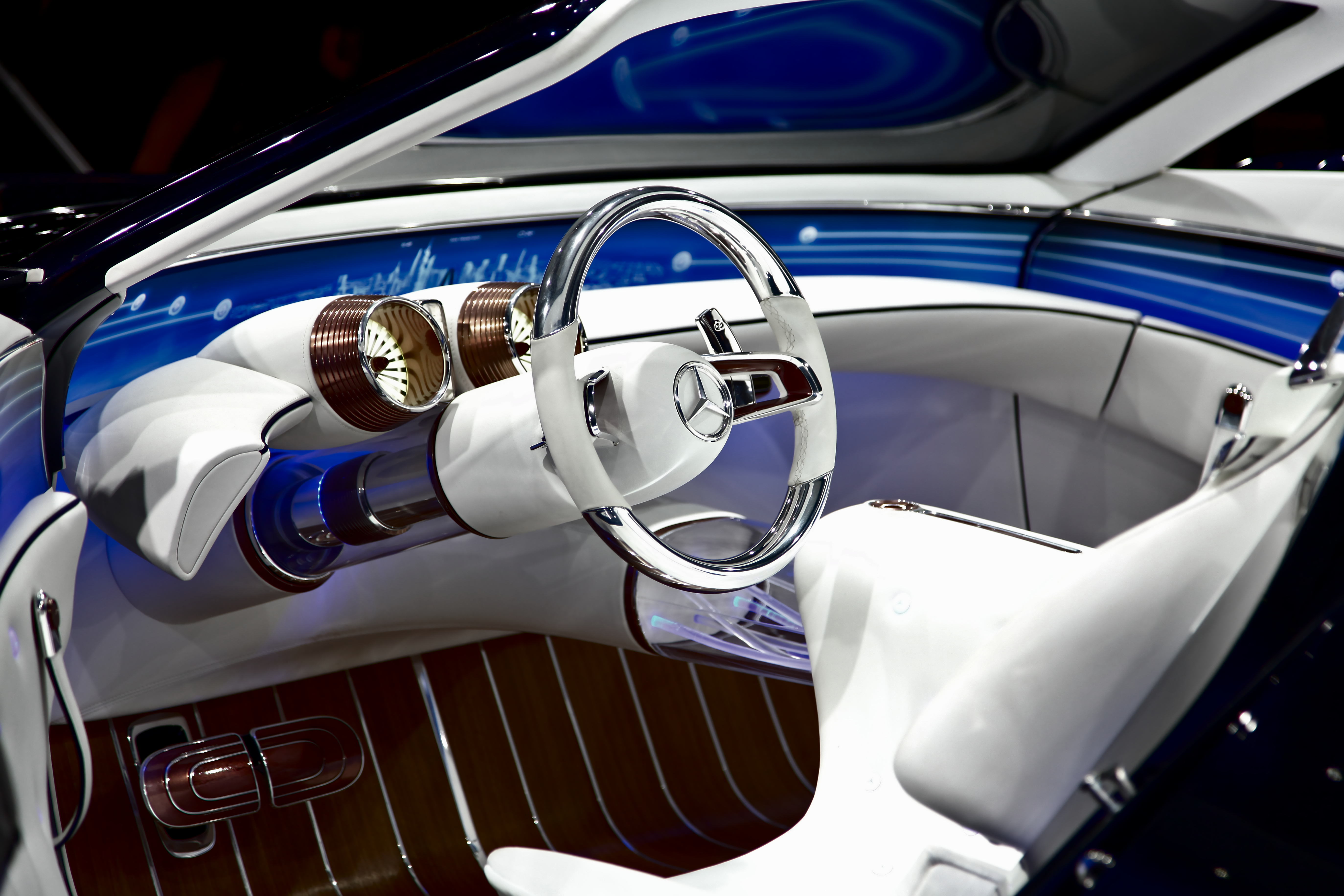

L'habitacle est habillé de cuir blanc et bois verni inspiré des bateaux runabout de luxe, et de faisceaux de fibres optiques bleus symbolisant l'énergie électrique du véhicule. Il est doté d’équipement de vitrine technologique futuriste avant-gardiste de la marque : écran numérique panoramique à 180° à titre de planche de bord, avec instrumentation totalement numérique, et double affichage tête haute…

### Motorisation électrique
Ce concept-car est motorisé par quatre moteurs électriques (un pour chaque roue) d'une puissance totale de 738 ch (550 kW) (poussée à 750 ch pour le cabriolet), pour une vitesse de pointe de 250 km/h, et un 0 à 100 km/h en moins de quatre secondes. Une batterie lithium-ion de 80 kWh permet une autonomie annoncée de 500 km (un système de charge rapide permettrait de recharger 100 km d'autonomie en cinq minutes).

## Quelques concurrentes sportives GT 100% électrique
- Venturi Fétish (2007), Tesla Roadster (2008), Audi e-tron (2009), Peugeot EX1 (2010), Renault DeZir (2010), Citroën Survolt (2010), Formule E (2014), Peugeot Fractal (2015), Aston Martin DBX Concept (2015), Porsche Mission E (2015), Renault TreZor (2016), Renault Symbioz (2017), Polestar 1 (2019), Audi Skysphere Concept (2021).